# Кабоклу
Кабоклу (на португалски: caboclo) са хора със смесена раса в Бразилия, част от расовата категория парду, които са потомци на индианци и европейци. Понякога понятието се отнася и за индианци, които са културно асимилирани.